# Passo do Sobrado
Passo do Sobrado là một đô thị thuộc bang Rio Grande do Sul, Brasil. Đô thị này có diện tích 265,108 km², dân số năm 2007 là 5967 người, mật độ 22,51 người/km².